# Puruvesi
Puruvesi är en sjö i Finland. Den ligger i kommunerna Nyslott och Kides i landskapen Södra Savolax och Norra Karelen, i den sydöstra delen av landet, 300 km nordost om huvudstaden Helsingfors. Puruvesi ligger 75,8 meter över havet. Den är 61 meter djup. Arean är 416,35 kvadratkilometer och strandlinjen är 923,97 kilometer lång. Sjön  ingår i Vuoksens huvudavrinningsområde. 